# Litér
Litér is een plaats (község) en gemeente in het Hongaarse comitaat Veszprém. Litér telt 2056 inwoners (2001).